# Lufttrafiktjenester
Lufttrafiktjenester (forkortet ATS -- Air Traffic Service) er
de forskellige flyveinformationstjenester, alarmeringstjenester, lufttrafikrådgivningstjenester
og flyvekontroltjeneste (område-, indflyvnings og tårnkontroltjenester).
| Trafik | Spire Denne trafikartikel er en spire som bør udbygges. Du er velkommen til at hjælpe Wikipedia ved at udvide den. |